# Міллсборо (Делавер)
Міллсборо (англ. Millsboro) — місто (англ. town) в окрузі Сассекс штату Делавер США. Населення — 6863 особи (2020).

## Географія
Міллсборо розташоване за координатами 38°35′12″ пн. ш. 75°18′3″ зх. д. / 38.58667° пн. ш. 75.30083° зх. д. (38.586658, -75.300890).  За даними Бюро перепису населення США в 2010 році місто мало площу 10,23 км², з яких 9,62 км² — суходіл та 0,61 км² — водойми.

## Демографія
Згідно з переписом 2010 року, у місті мешкало 3877 осіб у 1609 домогосподарствах у складі 984 родин. Густота населення становила 379 осіб/км².  Було 1878 помешкань (184/км²).
Расовий склад населення:
| - 71,5 % — білих - 17,9 % — чорних або афроамериканців - 3,3 % — азіатів - 0,5 % — корінних американців - 3,4 % — осіб інших рас |

До двох чи більше рас належало 3,3 %. Частка іспаномовних становила 6,5 % від усіх жителів.
За віковим діапазоном населення розподілялося таким чином: 21,7 % — особи молодші 18 років, 57,4 % — особи у віці 18—64 років, 20,9 % — особи у віці 65 років та старші. Медіана віку мешканця становила 39,6 року. На 100 осіб жіночої статі у місті припадало 78,3 чоловіків;  на 100 жінок у віці від 18 років та старших — 74,8 чоловіків також старших 18 років.
Середній дохід на одне домашнє господарство  становив 54 993 долари США (медіана — 46 350), а середній дохід на одну сім'ю — 67 780 доларів (медіана — 61 711). Медіана доходів становила 45 774 долари для чоловіків та 30 538 доларів для жінок. За межею бідності перебувало 20,5 % осіб, у тому числі 30,1 % дітей у віці до 18 років та 13,8 % осіб у віці 65 років та старших.
Цивільне працевлаштоване населення становило 1843 особи. Основні галузі зайнятості: освіта, охорона здоров'я та соціальна допомога — 22,8 %, роздрібна торгівля — 17,0 %, публічна адміністрація — 11,0 %, будівництво — 10,4 %.